# Megachile quadrata
Megachile quadrata är en biart som beskrevs av Joseph Vachal 1909. Megachile quadrata ingår i släktet tapetserarbin, och familjen buksamlarbin. Inga underarter finns listade i Catalogue of Life.